# Rebuild
Rebuild es el segundo álbum de estudio del grupo de rock cristiano estadounidense The Letter Black, lanzado en 11 de noviembre de 2013 por el sello discográfico Tooth & Nail Records. Con tres sencillos que fueron lanzados del álbum, "Sick Charade", "The Only One" y "Pain Killer".

## Lista de canciones
| N.º | Título               | Duración |  |
| 1.  | «Sick Charade»       | 3:14     |  |
| 2.  | «Break Out»          | 3:27     |  |
| 3.  | «Pain Killer»        | 3:35     |  |
| 4.  | «Found»              | 4:08     |  |
| 5.  | «Up From the Ashes»  | 3:58     |  |
| 6.  | «Outside Looking In» | 4:07     |  |
| 7.  | «Rebuild»            | 3:44     |  |
| 8.  | «Smothering Walls»   | 3:08     |  |
| 9.  | «Shattered»          | 3:15     |  |
| 10. | «Devil On Your Back» | 3:21     |  |
| 11. | «Branded»            | 3:18     |  |

## Promoción y gira
Para la promoción del álbum, el grupo estuvo de gira durante 2014 junto a las bandas Skillet, Drowning Pool, Decyfer Down, Sevendust, P.O.D, Hoobastank, Thousand Foot Krutch y Love & Death.

## Personal
- Sarah Anthony – voz
- Mark Anthony – voz secundaria y guitarra
- Matt Beal – bajo
- Justin Brown – batería

### Producción
- Producción ejecutiva - Jonny K y Jansen Rauch
- Remezclas - David Bendeth y Jay Ruston.